# Журавель, Андрей Андреевич
Андрей Андреевич Журавель (1892, Софиевка, Амурская область — 20 октября 1938, Харьков) — советский и украинский учёный, врач фтизиатр. Полковой врач Первого украинского казацкого полка имени гетмана Богдана Хмельницкого. Член Украинской Центральной рады.

## Биография
Родился в семье выходца из Зеленого Клина Андрея Журавеля, который занимался предпринимательством.
В 1905 году окончил школу в Никольск-Уссурийске, в 1909 году — Владивостокский гимназию. Поступил в Санкт-Петербургскую военно-медицинскую академию, однако из-за жизненных обстоятельств перевелся на медицинский факультет Томского университета, который и окончил.
В марте 1917 года принимал участие в Всеукраинском студенческом съезде, избран членом Украинской Центральной рады.
Во время Первой мировой войны полковой врач Первого украинского казацкого полка имени гетмана Богдана Хмельницкого. В 1918 году ездил в Германию в составе военно-санитарной миссии, где посещал лекции на медицинском факультете Берлинского университета и знакомился с работой Института Роберта Коха.
В советское время работал учителем естествознания, заведующим поликлиники в Хмельницкой области.
В 1925 году переехал в Харьков. Здесь работал в противотуберкулезном диспансере, ассистентом Всеукраинского института туберкулеза, городским инспектором по туберкулезу, врачом тюрьмы на Холодной горе.
Вскоре был избран доцентом Института усовершенствования врачей в Харькове и приглашен на ведущую работу по специальности в состав Наркомата здравоохранения СССР.
В течение 1927—1936 годов опубликовал около 30 научных и 20 научно-популярных работ.
Арестован органами НКВД 14 февраля 1938 года. Привлечен к уголовной ответственности по «политическим» статьям Уголовного кодекса УССР. По приговору выездной сессии Военной коллегии Верховного суда СССР от 20 октября 1938 года расстрелян в Харькове.